# Клыков, Николай Кузьмич
Никола́й Кузьми́ч Клы́ков (12 (24) ноября 1888 — 29 апреля 1968) — советский военачальник, генерал-лейтенант (1940).

## Биография
Родился в городе Боровск ныне Калужской области. Работал на Прохоровской фабрике Трёхгорной мануфактуры в Москве.
В Русскую императорскую армию призван с началом Первой мировой войны в 1914 году. Первоначально был ратником 488-й пешей Московской дружины государственного ополчения. В мае 1915 года стал юнкером школы прапорщиков государственного ополчения Северо-Западного фронта, окончил её в августе того же года. С 1915 года воевал в 493-м Клинском пехотном полку 124-й пехотной дивизии на Западном и Румынском фронтах: младший офицер, командир роты. Отличился в боях, награждён тремя орденами, за отличия неоднократно повышался в чинах и должностях, пользовался уважением солдат. После Февральской революции 1917 года избран солдатами помощником командира полка. После демобилизации армии и расформирования полка в марте 1918 года штабс-капитан Н. К. Клыков был уволен.
Вернулся в Москву, вновь работал на Трёхгорной мануфактуре. В сентябре 1918 года назначен начальником группы хлебозаготовительного отряда при Московском горсовете. 
В Красной Армии с октября 1918 года. Назначен командиром резервной роты 41-го рабочего резервного полка в Москве, затем стал помощником командира 14-го стрелкового полка 2-й бригады Особой Интернациональной дивизии Армии Советской Латвии. С июля 1919 года воевал в 4-й стрелковой дивизии командиром 35-го стрелкового полка, с мая 1920 — командиром 12-й стрелковой бригады на Западном фронте. Активный участник Гражданской войны и советско-польской войны. В 1919 году вступил в РКП(б). Участник подавления Кронштадтского восстания в марте 1921 года, воевал в составе Сводной дивизии Южной группы войск 7-й армии. После завершения войны назначен командиром учебно-кадрового полка 11-й Петроградской стрелковой дивизии. Но воевать довелось ещё немало: после начала советско-финского конфликта в Карелии убыл с полком в Карелию, до апреля 1922 года участвовал в боях с финнами в должностях начальника колонны Ребольского направления, начальника Карело-Мурманского района.
С апреля 1922 года  Н. К. Клыков служил в Петроградском (с 1924 Ленинградском) военном округе — командир 94-го стрелкового полка 11-й Петроградской стрелковой дивизии, с июля 1922 — командир 31-го стрелкового полка этой Петроградской (Ленинградской) стрелковой дивизии. В это же время окончил Стрелково-тактические курсы усовершенствования комсостава РККА «Выстрел» (1926).
Кандидат в члены ЦИК СССР 3-го созыва (1925).
С марта 1928 года — помощник командира 14-й Московской стрелковой дивизии Московского военного округа (Владимир). В 1929 году окончил Высшие академические курсы при Военной академии РККА имени М. В. Фрунзе. С марта 1930 года — военный комендант Москвы, с ноября 1930 — начальник 5-го отдела штаба Московского военного округа. С марта 1931 года — командир и военком 18-й стрелковой дивизии в Ярославле. С марта 1935 года по март 1937 года по болезни находился в распоряжении управления по начсоставу РККА. С марта 1937 года — военный руководитель в Московском государственном университете, а августа — командир корпуса военно-учебных заведений Московского военного округа, с мая 1938 года — помощник командующего войсками Московского военного округа по вузам. В этой должности прослужил до начала войны.
Во время Великой Отечественной войны Н. К. Клыков с 18 июля 1941 года — командующий 32-й армией, входившей в состав Можайской линии обороны, где она занимала рубеж Кушелово — Карачарово. С 30 июля армия входила в состав Резервного фронта и после перегруппировки была развёрнута на рубеже Мосолово — Мишутино — Терехово — Дорогобуж. С 23 августа 1941 года Н. К. Клыков — командующий 52-й отдельной армией, занимавшей оборону на правом берегу реки Волхов и до 11 ноября 1941 года оборонявшей рубеж Мыслово — Дубровка. Во второй половине ноября-декабре командовал армией в ходе Тихвинской наступательной операции. 
С 10 января 1942 года — командующий 2-й ударной армии Волховского фронта, принимавшей участие в Любанской наступательной операции. В ходе операции части армии прорвали оборону противника в районе деревни Мясной Бор и глубоко вклинились в его расположение, наступая в направлении города Любань. В начале марта наступление армии было приостановлено. 15 марта 1942 года немецкие части начали общее наступление на коридор прорыва, в результате которого пути снабжения армии несколько раз становились перерезанными, а сама армия оказывалась в окружении. Тем не менее совместными действиями войск фронта окружение каждый раз удавалось прорывать. 16 апреля 1942 года в связи с болезнью снят с должности командующего армией и направлен на излечение. 24 июля 1942 года отозван с лечения обратно на пост командующего 2-й ударной армией, занимался её переформированием после почти полной гибели армии в мае-июне 1942 года. В августе-сентябре 1942 года командовал действиями армии в ходе Синявинской наступательной операции. Преодолевая упорное сопротивление войск противника, армия прорвала вражескую оборону в районе деревни Тортолово и, отразив контратаки противника, к концу августа вышла на подступы к Синявино. Во второй половине сентября противнику удалось остановить продвижение войск армии и нанести сильные контрудары. Армия под командованием Клыкова во всех операциях 1942 года несла большие потери в личном составе. По приказу Ставки ВГК войска армии Волховского фронта отошли на исходные рубежи. Приказом Ставки ВГК от 2 декабря 1942 года был отстранён от командования армией «как не справившийся».
С декабря 1942 года — помощник командующего Волховским фронтом. В июле 1943 года Н. К. Клыков был назначен заместителем командующего войсками Московского военного округа. С апреля 1944 года по май 1945 года — командующий войсками Северо-Кавказского военного округа.
В декабре 1945 года уволен в отставку по болезни. Скончался 29 апреля 1968 года в Москве, похоронен на Ваганьковском кладбище (11 уч.).

## Воинские звания
- комдив — 21 апреля 1936 года
- комкор — 31 декабря 1939 года
- генерал-лейтенант — 4 июня 1940 года

## Награды
Российская империя
- орден Святого Станислава 2-й степени с мечами
- Орден Святого Станислава 3-й степени с мечами и бантом
- Орден Святой Анны 3-й степени с мечами

СССР
- Два ордена Ленина (21.02.1945, 28.10.1967)
- Четыре ордена Красного Знамени (10.03.1922, 31.05.1922, 1.04.1943, 3.11.1944)
- Орден Суворова II степени (1945)[3]
- медаль «За оборону Ленинграда»
- медаль «За оборону Москвы»
- другие медали СССР

## Сочинения
- Клыков Н. К. На любанском и синявинском направлениях Архивная копия от 1 марта 2011 на Wayback Machine // Вторая ударная в битве за Ленинград. — Л.: Лениздат, 1983.

### Комментарии
1. ↑   На место Клыкова был назначен ген. А. А. Власов

### Сноски
1. ↑  В ряде публикаций датой рождения Н. К. Клыков указывается 24 ноября (6 декабря) 1888 года.
2. ↑  Биография Н. К. Клыкова на сайте Офицеры РИА. Дата обращения: 4 июля 2023. Архивировано 4 июля 2023 года.
3. 1 2 3 4 5  Коллектив авторов. Великая Отечественная. Командармы. Военный биографический словарь / Под общей ред. М. Г. Вожакина. — М.; Жуковский: Кучково поле, 2005. — С. 94. — ISBN 5-86090-113-5.
4. ↑  Артамонов М.Д. Ваганьково. — М.: Московский рабочий, 1991. — С. 150.